# 浅川騒動
浅川騒動（あさかわそうどう）とは、寛政10年（1798年）正月、越後高田藩浅川領内で起きた百姓一揆・打ちこわしである。

## 概要

### 背景
寛保元年（1741年）、陸奥国白川・田村・石川・岩瀬の四郡（現在の福島県中通りの一部）のうち122か村は越後高田藩の分領となり、浅川陣屋の支配下に置かれた（ここでは浅川領と呼ぶ）。村々は支配替え以前からの年貢などの負担増大により困窮し、そのための逃散などが増加して村人口の減少を来たし、手余荒地が増大して更に百姓の負担が重くなるという悪循環を繰り返して疲弊していた。寛政9年4月、この地域に雹・霰が降り大きな被害が出て、著しい不作となった。村人たちは年貢の軽減を求めて大庄屋に藩への取次ぎを掛け合ったが受け付けられず、年貢・諸役を厳しく取り立てられたばかりか、大庄屋たちは自らの役儀入用を村人に多分に課し、自分の懐に入れていた。その他にも駒せり役銭をめぐる疑惑が浮上し、怒りの矛先がこうした大庄屋や駒付役・馬喰に向けられた。

### 騒動の内容
寛政10年正月、白河城下で野犬騒ぎがありその犬は退治された。その後、他の犬により白河町中のみならず在郷辺をも騒がせるようになったので、犬退治を名目に陣屋へ鉄砲の貸し出しを申し込むものもでて、騒動への機運が高まっていった。正月22日夜、各村へ落文が配られた。それには、24日の晩に宮村（現在の白河市表郷八幡）の八幡宮で相談したいことがあるので、それぞれ斧、なた、鎌などを持って集合すること、出て来なければその村に火をかけるという内容が書かれており、上書には「火の用心」と記してあった。呼びかけに応じ八幡宮に集まった700人ほど（3万とする実録もある）が、火を焚き、鉄砲の音を響かせ、気勢を上げた。
一揆勢は打ちこわしを開始し、金山組大庄屋石井又左衛門宅を皮切りに、陣屋の領奉行伊藤勘左衛門正直の説得にも応じず、釜子村・栃本村・深仁井田村（以上3村は現在の白河市東釜子・東栃本・東深仁井田）・二子塚村・滑津村（共に現在の西白河郡中島村二子塚・滑津）へと進み、大庄屋・庄屋・駒付役・馬喰の家々を次々と打ち壊した。
伊藤らは白河藩・棚倉藩へ加勢を依頼し、江戸と高田へ急報し、陣屋の守りを厳重にした。一揆勢は次第に膨らみ、打ちこわしは浅川領全域に及んだ。26日夜九つ時ごろ浅川に集まりはじめた。宿坂に400〜500人、城山の下一本杉へ500人ほどが集まって鬨の声を上げたので、伊藤らは一本杉に出向き説得を繰り返したが、一揆勢は聞き入れず浅川（現在の石川郡浅川町）の大庄屋の家などを打ち壊した。伊藤は陣屋に戻り、一揆勢が陣屋に押し寄せた場合の対応を指図した。
浅川大庄屋矢吹家を打ち壊した一揆勢は陣屋の門前に現れた。伊藤が説得を試みて徒労に終わると、一揆勢が棒や石礫を投げつけてきたので陣屋側も抜刀して応戦し、一揆勢の数名が殺害され、百姓らは各所に逃亡し、ここに一揆は鎮圧された。浅川の異変が高田藩榊原家の江戸屋敷に伝わったのは28日で、部隊を送ったが既に鎮圧されていた。

### 結果
27日にも浅川に百姓らが集まってきたが、領奉行から仕置きをしないなどの旨が申し渡されて引き上げた。困窮している村々へは金一両から三両が与えられ、領内は沈静化した。また、大庄屋・駒付役・役銭取立役は罷免され、謹慎を命じられた。ところが申し渡しに反し、一揆を主導した者は捕えられ、打ち首になった者もいた。他方、騒動時の領奉行伊藤正直と前任者内藤成茂は、ともに寛政10年12月3日、役儀御免となり、知行50石を減じられ、閉門に処せられた。